# Schlei

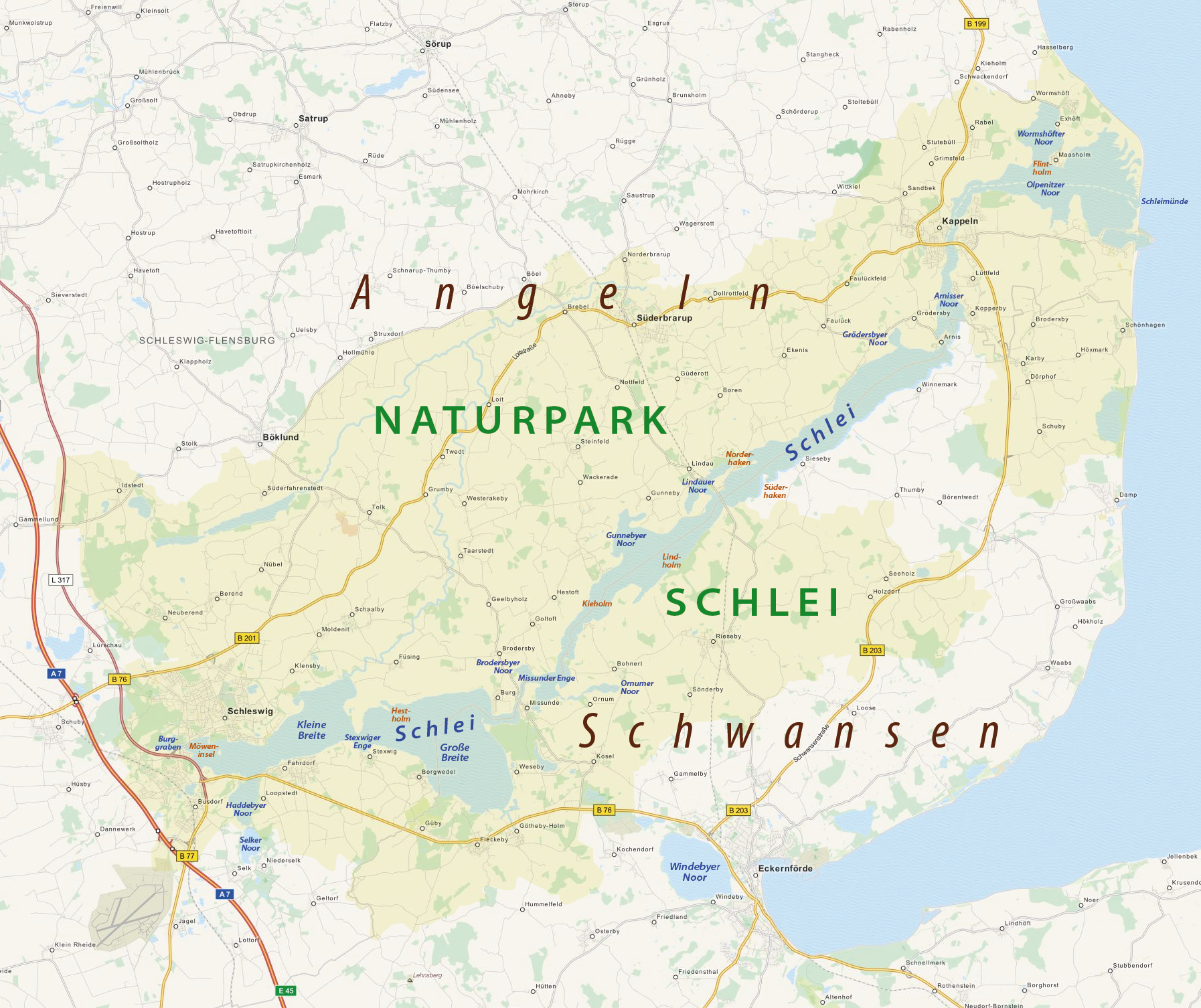

Schlei (en alemán: Schlei o  Slie; en danés: Slien) es un fiordo interior o estrecho entrante del mar Báltico en la parte meridional de la península de Jutlandia, en el norte de Alemania, administrativamente en el estado de Schleswig-Holstein. Es de agua salobre y tiene una superficie de 54,6 km² y una longitud aproximada de unos 42 km, adentrándose hasta más de una veintena de kilómetros tierra adentro, desde cerca de la costera ciudad de Kappeln y Arnis hasta la ciudad de Schleswig, en el interior. El entrante tiene una anchura media de 1,3 km, con un máximo de 4,2 km y un mínimo de 280 m, con una profundidad media de 3 m. A lo largo del Schlei se localizan pequeñas bahías y zonas empantanadas.
Dos puentes, en Kappel y Lindaunis (Lindaunisbrücke), y dos transbordadores, en Brodersby/ Mysunde a Arnis, cruzan el fiordo. Parte de la región es, desde octubre de 2008, un parque natural.
El asentamiento histórico de Hedeby, uno de los más importantes emporios comerciales de la época vikinga, estaba emplazado a la entrada del firth (fiordo) de Schlei, pero tras diversas contiendas bélicas fue reemplazada por la ciudad de Schleswig. Existe un museo que explica la historia de la ciudad abandonada.